# Belicena
Belicena es una localidad y pedanía española perteneciente al municipio de Vegas del Genil, en la provincia de Granada, comunidad autónoma de Andalucía. Está situada en la parte central de la comarca de la Vega de Granada. Limítrofe a esta localidad se encuentran Casas Bajas, El Ventorrillo y Purchil, y un poco más alejados están los núcleos de Ambroz, Cúllar Vega y Santa Fe.

## Historia
Antes conocida como "Bencilema", Belicena fue la primera población estable fundada en su término municipal. Nada más concluida la Reconquista, este pueblo se repobló con cristianos a partir de 1492.
Fue un municipio independiente hasta 1976, cuando se fusionó junto con Purchil y Ambroz en un solo municipio llamado Vegas del Genil, recayendo la capitalidad municipal en el núcleo purchileño.

## Demografía
| Gráfica de evolución demográfica de Belicena entre 1842 y 1970 |
| |
| Población de derecho según los censos de población del INE Población de hecho según los censos de población del INEEn 1976 este municipio desaparece porque se agrupa en el municipio Vegas del Genil |

Según el Instituto Nacional de Estadística de España, en el año 2012 Belicena contaba con 3234 habitantes censados, de los cuales 1640 eran varones y 1594 mujeres.

### Evolución de la población
| Gráfica de evolución demográfica de Belicena entre 2002 y 2012 |
|                                                                |
| Datos según el nomenclátor publicado por el INE                |

## Cultura

### Fiestas
El patrón de Belicena es San Marcos, celebrándose la Misa Mayor en su honor el 25 de abril. El sábado más próximo a esta fecha, por la tarde, se celebra el Día del Patrón teniendo lugar la procesión de San Marcos y San Sebastián (antiguo Patrón de la localidad). Esa misma noche hay verbena municipal a cargo del Ayuntamiento de Vegas del Genil.
El 1 de noviembre por la tarde, víspera de la fiesta de Todos los Santos, tiene lugar la Solemne Procesión de las Ánimas organizada por la Muy Antigua Hermandad del Santísimo Sacramento y Ánimas de Belicena (fundada en 1580) en la que se procesiona al Cristo de la Misericordia, una talla que data de finales del s. XV y que despierta gran fervor en la comarca.
El 2 de enero se celebra el día de la Toma o Día de la merendica, que tiene su origen en la época de la Reconquista de Granada.